# František Nováček (botanik)
František Nováček (2. srpna 1897, Třebíč – 2. dubna 1944, Třebíč) byl český botanik a pedagog.

## Biografie
František Nováček se narodil v roce 1897 v Třebíči, vystudoval Gymnázium v Třebíči a následně přírodovědeckou fakultu. Nastoupil na místo učitele a kolem roku 1930 i na místo ředitele měšťanské škol v Mohelně, kde působil do roku 1933. Od roku 1933 byl přeložen na místo odborného učitele do Třebíče. Spolupracoval s Jindřichem Suzou a Rudolfem Dvořákem na výzkumu Mohelenské hadcové stepi. Pracoval také na studiu fytoplanktonu řeky Jihlavy a na dalších pracích v oboru mikroorganismů.
Publikoval desítky článků o přírodě Třebíčska.